# 馬爾卡鄉 (瑟拉日縣)

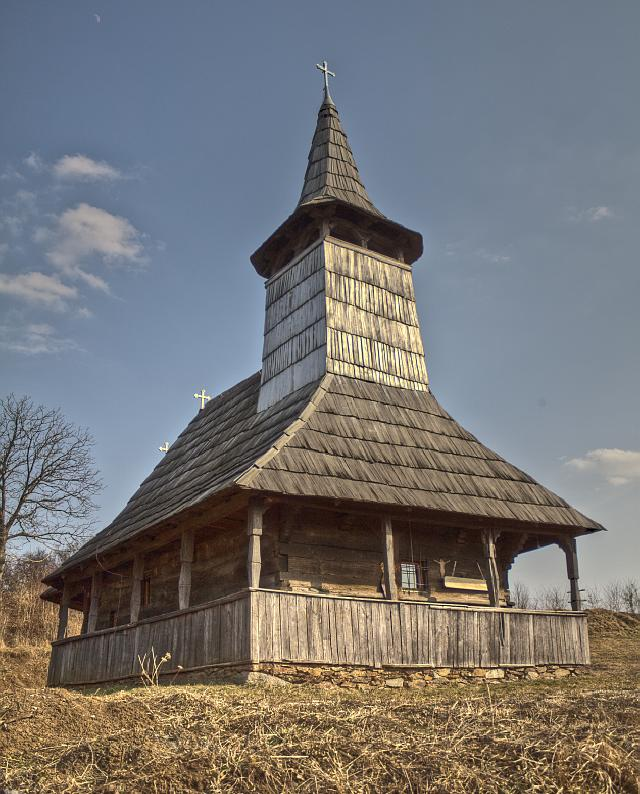

47°13′N 22°34′E / 47.217°N 22.567°E
馬爾卡鄉（羅馬尼亞語：Comuna Marca, Sălaj），是羅馬尼亞的鄉份，位於該國西北部，由瑟拉日縣負責管轄，面積48平方公里，海拔高度160米，2007年人口2,772，人口密度每平方公里57人。